# آندره لوگه
آندره لوگه (انگلیسی: André Luge؛ زادهٔ ۸ فوریهٔ ۱۹۹۱) بازیکن فوتبال اهل آلمان است.
از باشگاه‌هایی که در آن بازی کرده‌است می‌توان به باشگاه فوتبال کارل زایس ینا، باشگاه فوتبال تسویکاو، باشگاه فوتبال لایپزیگ، و باشگاه فوتبال یان رگنسبورگ اشاره کرد.